# Rapatnica
Rapatnica är en ort i Bosnien och Hercegovina.   Den ligger i entiteten Federationen Bosnien och Hercegovina, i den centrala delen av landet, 90 km norr om huvudstaden Sarajevo. Rapatnica ligger 254 meter över havet och antalet invånare är 1 025.
Terrängen runt Rapatnica är kuperad västerut, men österut är den platt. Runt Rapatnica är det ganska tätbefolkat, med 93 invånare per kvadratkilometer.. Närmaste större samhälle är Srebrenik, 1,2 km norr om Rapatnica. 
Omgivningarna runt Rapatnica är en mosaik av jordbruksmark och naturlig växtlighet.